# Cupronichel

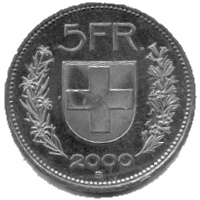
Una moneta da 5 franchi svizzeri in cupronichel

I cupronichel sono le leghe di rame in cui il nichel è il principale elemento aggiunto.
Sono caratterizzate da un'ottima resistenza alla corrosione in ambienti marini (si usano in impianti di dissalazione e condensatori marini); notevole è la resistenza meccanica, in particolare all'erosione.
Si noti che basta un tenore del 20% per sbiancare completamente il rame ed ottenere un colore grigio metallico; per questi motivi sono usate nella monetazione: la parte "bianca" delle monete da 1 e 2 euro è costituita da un cupronichel 75-25.
Il diagramma di fase rame-nichel è molto semplice: la fase solida presenta una struttura cristallina  α in tutto il range di composizioni.
Spesso il nichel viene accompagnato da altri elementi, per migliorare alcune proprietà della lega:
il ferro aumenta la resistenza alla corrosione e la resistenza meccanica;
il manganese viene usato per disossidare e desolforare; inoltre migliora la lavorabilità;
lo stagno aumenta l'elasticità;
il cromo può sostituire parzialmente il ferro, aumentando ulteriormente le caratteristiche meccaniche;
il niobio aumenta la durezza nei getti, di cui migliora anche la saldabilità.

## Applicazioni
I cupronichel vengono usati soprattutto nei condensatori, raffreddatori e altri scambiatori di calore a contatto con l'acqua di mare, negli impianti di desalinizzazione, nel trasporto di acqua e di olio combustibile. 
Avendo eccellente resistenza alla corrosione marina e al biofouling, sono utilizzate anche per le chiglie delle navi; poiché molluschi o alghe non colonizzano la superficie della chiglia, vi sono meno resistenze al moto della nave e minori costi per lo "scrostamento"  e manutenzione della stessa. 
Le leghe Cu-Ni sono impiegate anche nelle piattaforme off-shore (come, ad esempio, quelle petrolifere) nella splash-zone, dove la corrosione è particolarmente aggressiva. I montanti e le strutture di sostegno sono protetti con piastre.
Nelle centrali di produzione di energia (di origine fossile o nucleare) c'è bisogno di molta acqua per il sistema di raffreddamento: pertanto si utilizza acqua di mare, di lago o di fiume, che ha spesso elementi estranei come particelle di sabbia. Per evitare la erosione dovuta al trasporto di queste, si impiegano preferibilmente leghe con alta percentuale di nichel (30%).
Ecco un breve elenco delle leghe più comuni:
- lega CuNi25 possiede resistenza all'usura e colore argenteo: è utilizzata come materiale per placcatura e nella monetazione (parte bianca delle monete da 1 e 2 euro, monete Franco Svizzero superiori al 5cts).
- CuNi9Sn2 è lavorabile a freddo e presenta ottima elasticità: si trova nei contatti a molla nei relè, negli interruttori e connettori.
- CuNi10Fe1Mn è una delle principali leghe 'marine', con resistenza a corrosione, cavitazione ed erosione. Si applica per lamiere e tubi nello scambio di calore, caldaie a bassa pressione per l'acqua di alimentazione impianti, negli impianti per aria condizionata, tubi alettati e tubi per sistemi frenanti.
- CuNi30Mn1Fe, grazie alla maggiore percentuale di nichel, ha migliori proprietà meccaniche e anti-corrosione rispetto alla CuNi10Fe1Mn; viene usata negli stessi settori della precedente e in più anche negli impianti di desalinizzazione.
- CuNi30Fe2Mn2 ha le più alte caratteristiche meccaniche e viene usata nei tubi condensatori.

Il cupronichel è usato anche come lega per la forgiatura degli strumenti musicali a fiato in metallo, come ad esempio i sassofoni Lien Cheng.